# Песочня (приток Пополты)
Песочня — река в Калужской и Смоленской областях России.
Протекает по территории Мосальского и Угранского районов. Впадает в реки Пополту в 64 км от её устья по правому берегу. Длина реки составляет 24 км, площадь водосборного бассейна — 125 км². Правый приток — река Речица. Населённых пунктов на реке нет.

## Данные водного реестра
По данным государственного водного реестра России относится к Окскому бассейновому округу, водохозяйственный участок реки — Угра от истока и до устья, речной подбассейн реки — Бассейны притоков Оки до впадения Мокши. Речной бассейн реки — Ока.
Код объекта в государственном водном реестре — 09010100412110000021252.